# Cryphonectriaceae
Cryphonectriaceae es una familia de hongos en el orden Diaporthales.

## Géneros
- Amphilogia
- Aurantiosacculus
- Aurapex
- Aurifilum
- Celoporthe
- Chrysofolia
- Chrysoporthe
- Cryphonectria
- Corticimorbus
- Cryptometrion
- Endothia
- Endothiella
- Foliocryphia
- Holocryphia
- Latruncellus
- Microthia
- Prosopidicola
- Rostraureum
- Ursicollum